# Trifolium depauperatum
Trifolium depauperatum är en ärtväxtart som beskrevs av Nicaise Auguste Desvaux. Trifolium depauperatum ingår i släktet klövrar, och familjen ärtväxter.

## Underarter
Arten delas in i följande underarter:
- T. d. amplectens
- T. d. depauperatum
- T. d. diversifolium
- T. d. stenophyllum